# Дуже Драганья
Дуже Драганья (27 лютого 1983) — хорватський плавець.
Призер Олімпійських Ігор 2004, 2005 років, учасник 2000, 2008 років.
Призер Чемпіонату Європи з водних видів спорту 2002, 2006, 2008 років.
Чемпіон Європи з плавання на короткій воді 2009 року, призер 2000, 2001, 2007, 2008 років.